# DFR
DFR is een Frans historisch merk van motorfietsen.
De bedrijfsnaam was: Désert et De Font Réault, Neuilly-sur-Seine.

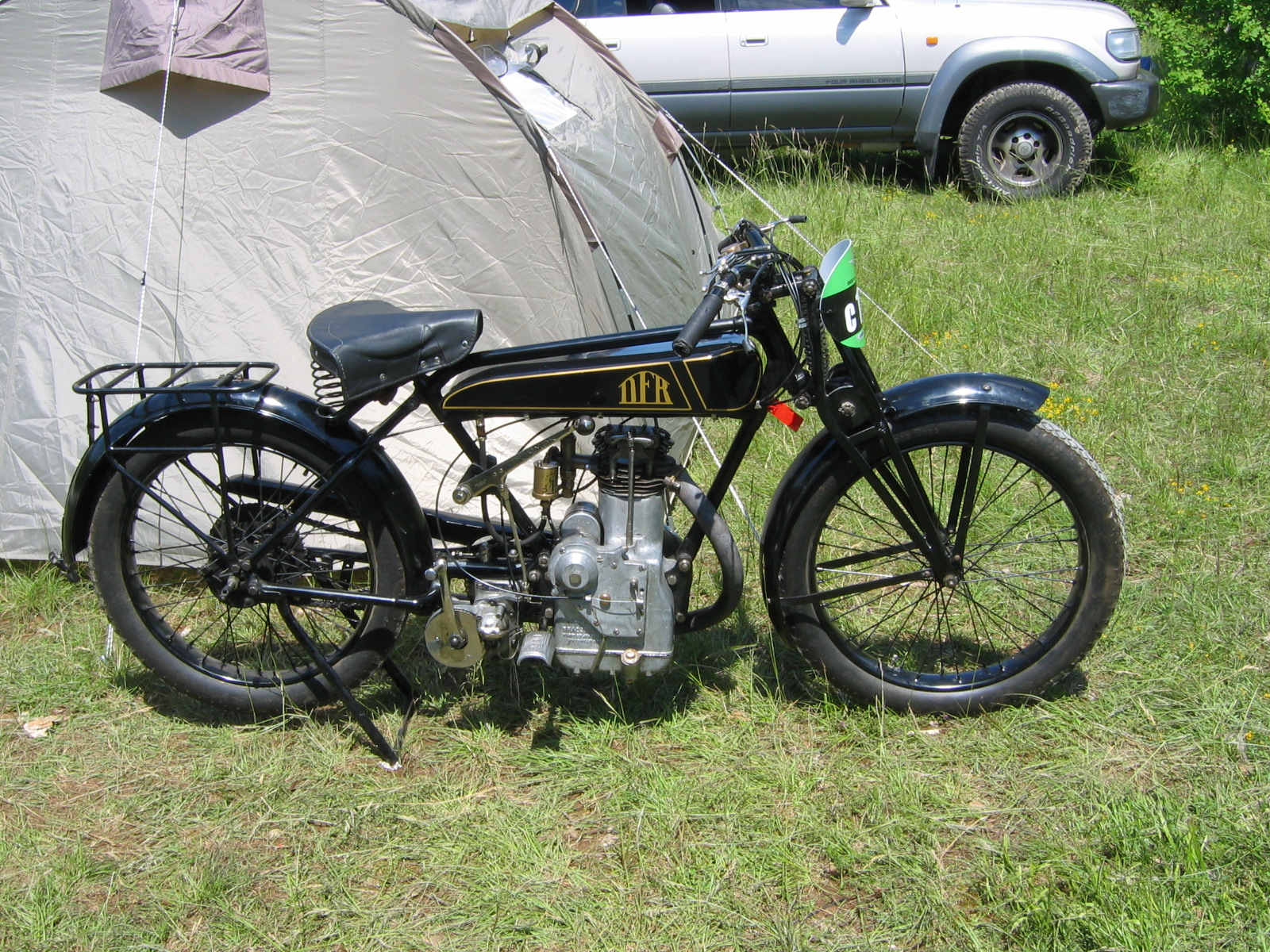
350 cc DFR

DFR werd in 1919 opgericht door François Désert en constructeur Pierre de Font-Réaulx. Ze waren van plan eenvoudige, robuuste motorfietsen voor redelijke prijzen te gaan maken. In de zomer van 1920 presenteerden zij hun eerste modellen met 250- en 350cc-inbouwmotoren van Train. In 1921 scoorden Pierre de Font-Réaulx en Dubost al enkele sportieve successen met de DFR-machines, waaronder een zilveren medaille in de race Luik-Parijs-Luik en Dubost werd vierde in de 350cc-race van de Grand Prix van Frankrijk. In 1923 verscheen een licht model, de Bike-Baby en een nieuw 350cc-model waarbij de Train-motor in een verstevigd fietsframe was gemonteerd. De prijs was slechts 1.995 francs, waardoor men onder de belastinggrens van 2.000 francs bleef, maar daardoor moest de machine wel zonder zadel, banden en versnellingsbak geleverd worden. Deze onderdelen waren voor 290 francs apart te koop. Een Luxe-versie van de machine kostte 3.000 francs. Rond 1924 verschenen weer nieuwe modellen, maar nu begon men ook eigen motoren te ontwikkelen, die binnen het eigen bedrijf werden gemaakt, maar mogelijk werd (een deel van) de productie ook uitbesteed aan andere bedrijven, die de motoren volgens DFR-specificaties bouwden. Een 175cc-racemotor werd uitgevoerd met waterkoeling. Er was echter ook een 350cc-model met de oliegekoelde viertaktmotor van Granville Bradshaw. Voor wedstrijden werd deze motor uitgebreid met een Cozette-compressor. Waarschijnlijk werd ook rondgekeken bij andere inbouwmotorfabrikanten en werden er ook motorfietsen met motoblokken van Blackburne en MAG gebouwd. In 1925 werd de productie ingekrompen en verdwenen enkele modellen, waaronder de oorspronkelijke (goedkope) 350cc-motor.
In 1926 zocht DFR samenwerking met Henri Dresch, die in dat jaar ook Everest in Parijs overnam. Dresch nam DFR over waardoor hij ook kon beschikken over de kwaliteiten van Pierre de Font-Réaulx. DFR bleef wel onder de eigen merknaam produceren en bracht een 175- en een 250cc-model met motoren van LMP uit, naast een 350cc-model met een Voisin-motor.
In 1929 was Henri Dresch algemeen directeur van de Dresch/DFR-combinatie terwijl De Font-Réaulx de technische leiding had en DFR werd volledig door Dresch overgenomen. Vanaf dat moment ging men ook "badge-engineering" toepassen. Dat wil zeggen dat er identieke motorfietsen met de merknamen Dresch en DFR op de markt kwamen,
Zowel Pierre de Font-Réaulx als Henri Dresch hadden zich ooit voorgenomen technisch hoogstaande en betrouwbare motorfietsen te bouwen en Dresch wilde daarvoor zelfs minder verdiensten voor accepteren, maar toch ging het begin jaren dertig fout. Dresch/DFR brachten nieuwe tweetaktmodellen uit, maar ook twee modellen met in licentie gebouwde MAG-viertaktmotoren van 250- en 350 cc. Deze motoren bleken niet betrouwbaar te zijn en de kwaliteit werd nu een groot probleem.
In 1931 ontwikkelde Pierre de Font-Réaulx een nieuwe tweecilinder DFR-500cc-motorfiets met asaandrijving, die echter als "Dresch Monobloc" op de markt kwam. In 1932 verliet De Font-Réaulx het bedrijf om in Clichy het merk Dax op te richten. Dresch produceerde nog enkele jaren met het DFR-logo door en zelfs in 1934 werden er nog DFR-motoren en motorfietsen verkocht, waarschijnlijk uit overgebleven voorraden.